# 수의학 박사
수의학박사(獸醫學博士)는 대학원 관련 학위이다. 이 학위로써 수의사 및 수의과 대학 예하 교수직원 직위를 지내는 것이 대표적이다.